# مقاطعة واجد
مقاطعة واجد (بالصومالية: Degmada Waajid)‏ هي مقاطعة في محافظة باكول جنوب غرب الصومال،عاصمتها واجد.

## روابط خارجية
- مقاطعات الصومال
- الخريطة الإدارية لمقاطعة واجد